# بثينة قروري
بثينة قروري هي أستاذة جامعية وسياسية ونائبة برلمانية مغربية وُلدت في مدينة الرباط في المغرب،وهي زوجة السياسي المغربي والقيادي بحزب العدالة والتنمية عبد العالي حامي الدين.

## الدراسة
حصلت بثينة قروري على شهادة الباكالوريا من شعبة الآداب العصرية في عام 1993، ثُم التحقت بكلية الحقوق في جامعة محمد الخامس بالرباط، والتحقت بالحركة الطلابية والعمل السياسي فانضمت في البداية لحزب الاستقلال، ثُم غادرته وانضمت إلى شبيبة حزب العدالة والتنمية في عام 1997.
تخرجت بثينة قروري من كلية الحقوق في عام 1998، وانتخبت في عام 1998 كمسرولة نقابية عن فصيل الوحدة والتواصل في مدينة الرباط، ثُم حصلت على دبلوم الدراسات العليا المعمقة في السياسة والقانون الدستوري في عام 2001، وفي عام 2011 حصلت على درجة الدكتوراة في القانون الدستوري وعلم السياسة عن دراسة لها بعنوان "السياسة الانتخابية في المغرب: دراسة في الأنساق والوظائف".

## مسيرتها المهنية والسياسية
أختيرت بثينة قروري في عام 2001 كأصغر عضو في اللجنة المركزية لقضايا المرأة والأسرة، وفي عام 2012 أصبحت رئيسة لجنة السياسات العمومية في المجلس الوطني لحزب العدالة والتنمية، ثُم أصبحت نائبة لرئيس لجنة المناصفة وتكافؤ الفرص في الحزب، ثُم رئيسة لمنتدى الزهراء الخاص بالمرأة المغربية بدءًا من عام 2009 وحتى عام 2013، ثُم أعيد انتخابها في عام 2021 لرئاسة المنتدى مرة أخرى، ثُم عضو بمجلس شورى حركة التوحيد والإصلاح، وعضو بلجنة إعمال المواطنة التابعة للمجلس الوطني لحقوق الإنسان، والتي كانت تهدف لنشر ثقافة حقوق الإنسان، ثُم أصبحت عضو بلجنة المساواة وتكافؤ الفرص بمجلس مدينة الرباط، وكانت عضو مؤسس في جمعية خريجي علم السياسة والقانون الدستوري، ثُم أصبحت عضو بالجمعية المغربية للقانون الدستوري.
التحقت بثينة قروري في عام 2006 بالعمل في مديرية الشؤون القانونية التابعة لوزارة الشؤون القانونية والمنازعات، وفي عام 2007 بدأت العمل في مجال التدريس الجامعي كأستاذة زائرة لتدريس مادة القانون الدستوري في كلية الحقوق، وفي عام 2010 عملت كأستاذة زائرة لتدريس مادتي التشريع الإداري والحكامة التربوية في مركز تكوين المفتشين، ثم عينت في عام 2012 كمستشارة بوزارة العدل والحريات، وفي عام 2014 أصبحت أستاذ مساعد في كلية الحقوق بمراكش لتدريس مادتي القانون الدستوري والعلاقات الدولية.
أنتخبت بثينة قروري كعضو في البرلمان المغربي في الانتخابات التشريعية المغربية لعام 2016 وحتى عام 2021 عن الدائرة الانتخابية الوطنية الجزء الأول المخصص للنساء كممثلة لحزب العدالة والتنمية عن دائرة مدينة أكدال، وضمن الكتلة البرلمانية لنفس الحزب، وكانت عضو لجنة العدل والتشريع وحقوق الإنسان بمجلس النواب المغربي، كما كانت أيضًا عضو في الاتحاد البرلماني العربي التابع لجامعة الدول العربية كممثلة عن المملكة المغربية.